# Miloš Glonek
Miloš Glonek (ur. 26 września 1968 w Zlaté Moravce, Czechosłowacja) były słowacki piłkarz. Od 1991 roku grał w reprezentacji Czechosłowacji po podziale Czechosłowacji reprezentował Słowację. Ponadto grał w takich klubach jak Slovan Bratysława czy SM Caen. W 2001 roku zakończył karierę sportową.